# محمد الماس زاهد
محمد الماس زاهد (زاده ۱۳۳۸ ولسوالی بگرام پروان) سیاستمدار افغانستان و نماینده مردم پروان در دوره‌های پانزدهم و شانزدهم مجلس نمایندگان می‌باشد. ایشان در مجلس شانزدهم نمایندگان افغانستان عضو کمیسیون امور داخلی می‌باشد.

## زندگی‌نامه
محمد الماس زاهد زاده ۱۳۳۸ از ولسوالی بگرام ولایت پروان می‌باشد. ایشان تحصیلات ابتدایی خود را در لیسه شفیق شهید به اتمام رسانده و پس از آن در بخش نظامی مشغول به فعالیت بوده‌است.

## دیگر فعالیت‌ها
دیگر فعالیت‌های ایشان:
- قومندان اسبق قول اردوی شماره ۵ پروان.
- مسئول عمومی جبهه‌های پروان در دوره جنگ.
- قومندان لوای ۵ پروان در دوره جنگ.
- نماینده مردم پروان در دوره پانزدهم مجلس نمایندگان.
- رئیس کمیسیون امور داخلی مجلس نمایندگان.